# Carlos Holmes Trujillo
Carlos Holmes Trujillo García (Cartago, 23 de septiembre de 1951 - Bogotá, 26 de enero de 2021) fue un abogado, escritor y político colombiano. 
Durante su carrera política, fue alcalde de Santiago de Cali, miembro de la Asamblea Constituyente de 1991, diplomático, así como ministro del Interior, de Educación, de Relaciones Exteriores y de Defensa en diferentes gobiernos. Durante el gobierno de Álvaro Uribe fue designado como Jefe de la Misión de Colombia ante la Unión Europea.
Se desempeñó como profesor de la Universidad del Rosario y fue columnista en diversos medios nacionales. Fue precandidato a la presidencia para las elecciones de 2018 por el partido Centro Democrático. Fue el ministro de Relaciones Exteriores y de Defensa del gobierno de Iván Duque.
Falleció en Bogotá el 26 de enero de 2021 a causa de una neumonía derivada de complicaciones por COVID 19.

## Biografía
Trujillo nació en Cartago. Fue el mayor de los dos hijos de madre Genoveva García y Carlos Holmes Trujillo Miranda, quien fue congresista liberal y diplomático colombiano, alcalde de Cali; fue hermano de José Renán Trujillo. Estuvo casado con Alba Lucía Anaya y fue padre de cuatro hijos varones.
Cursó sus estudios primarios en el Liceo Cartago. Se graduó como bachiller del colegio Pio XII de Cali. Fue abogado de la Universidad del Cauca, con especialización en derecho penal y criminología y realizó una maestría en negocios internacionales de la Universidad Sofía de Tokio.
Su primer cargo público fue como cónsul y encargado de negocios en la embajada colombiana en Tokio entre 1976 y 1982, durante los gobiernos de Alfonso López Michelsen y de Julio César Turbay.  
Regresó a Cali en 1983 para ser secretario de Hacienda del alcalde Julio Riascos y luego presidente de Fedemetal, el gremio metalúrgico entre 1983 y 1985. Se convertiría en miembro de la Dirección Nacional Liberal y posteriormente codirector del Partido Liberal.  
Fue fundador y primer presidente de la Federación Colombiana de Municipios de 1989 a 1990. En diciembre de 2011 fue nombrado como presidente de la Junta Directiva de Consultoría Colombiana S.A. En 1988 presentó, su nombre como candidato a la Alcaldía de Cali, en las primeras elecciones con voto popular, resultando elegido para dicho periodo. 
En 1991 fue elegido como constituyente en la Asamblea Constituyente de 1991 como cabeza de una de las listas liberales.

### Gobierno de César Gaviria
Fue nombrado como ministro de Educación por el entonces presidente César Gaviria para el periodo 1992 y 1994. Trujillo fue impulsor del Plan de Apertura Educativa (PAE), con el fin de crear, antes de finalizar el cuatrienio, nuevos cupos escolares para secundaria ante la necesidad de ampliar la cobertura educativa. Ello buscaba garantizar el acceso de todos los niños a la primaria, que la cobertura de educación secundaria creciera un 25 % y la extensión el año preescolar de manera gradual a todos los niños.
Para la educación superior, Trujillo promovió del componente tecnológico en el currículo académico con el fin de que el estudiante escolar dominara la informática, la electrónica, la electricidad, la mecánica, los nuevos materiales y la biotecnología. También se realizó por primera vez el censo de maestros y funcionarios del sector educativo estableciendo el número de maestros, preparación y ubicación geográfica. A su vez, ejecutó el Plan para dotar de textos, bibliotecas, pupitres y nuevas aulas, a las instituciones públicas del país.
Junto con el ministro de Hacienda, Rudolf Hommes, llegaron a un acuerdo para expedir un nuevo decreto reglamentario de la Ley 6 de este 1992, sobre reforma tributaria, en el que se precise que ningún tipo de servicio educativo será gravado con el IVA.

### Gobierno de Ernesto Samper Pizano
Trujillo fue nombrado Alto Consejero de Paz entre 1994 y 1995. En ese cargo, insistió en que el primer paso de una eventual negociación con grupos al margen de la ley era ponerse a tono con estas normas. Afirmó como Alto consejero de paz la aplicación efectiva del Protocolo II, que proscribe los tratos crueles de la guerra. El Alto Comisionado propuso que la verificación sobre trato humanitario a la población civil y a los secuestrados, fuese efectuada por una entidad neutral, independiente, experimentada y con capacidad de llevarla a cabo.
Como comisionado aconsejó crear una comisión independiente del Gobierno, para conciliar las diferencias entre el Gobierno y la guerrilla frente a las garantías que deben rodear los primeros encuentros y los diálogos sobre humanización del conflicto. La comisión fue conformada por monseñor Pedro Rubiano Sáenz, arzobispo de Bogotá y presidente del episcopado; monseñor Luis Gabriel Romero Franco, posteriormente obispo de Facatativá y secretario general del episcopado; Ana Mercedes Gómez, directora de El Colombiano y Alfredo Vázquez Carrizosa, presidente del Comité Permanente por la Defensa de los Derechos Humanos.
Trujillo fue designado ministro del Interior el 28 de mayo de 1997. Su nombramiento, según informó en aquel entonces el portavoz de la Casa de Nariño, tenía la tarea específica de afrontar la defensa en el debate del proyecto de acto legislativo que revivía la extradición en Colombia.

### Gobierno de Andrés Pastrana
Fue embajador representante permanente de Colombia ante los organismos de la ONU con sede en Viena, en 1998 hasta 1999. De 1995 a 1997 sería embajador representante permanente de Colombia ante la Organización de Estados Americanos (OEA) en Washington. El presidente Andrés Pastrana Arango lo nombró embajador de Colombia ante el Gobierno de la Federación de Rusia entre los años 1999 y 2001 .A su vez, fue nombrado embajador en Austria 1998 a 1999 -concurrente en la ONU en Viena- y luego en Rusia 1999 a 2001.

### Gobiernos de Álvaro Uribe
En el gobierno de Álvaro Uribe continuó en el servicio diplomático, primero como embajador en Suecia entre 2004 y 2006 y embajador no residente ante los Gobiernos de Noruega (2004-2006), Finlandia (2004-2006), Islandia (2005- 2006) y Dinamarca (2004-2006).
Adicionalmente fue embajador de Colombia ante el reino de Bélgica, el Gran Ducado de Luxemburgo y jefe de la misión de Colombia ante la Unión Europea desde el 2006 hasta el 2011.

##### Candidatura presidencial
En 2013 fue uno de los tres precandidatos presidenciales del uribismo, siendo superado en la convención del Centro Democrático por Óscar Iván Zuluaga. En febrero de 2014 Zuluaga lo escogió como su fórmula vicepresidencial. Aunque ganaron en la primera vuelta en las elecciones presidenciales de ese año, perdieron el balotaje ante Juan Manuel Santos. En 2017 fue precandidato presidencial por el partido Centro Democrático.

### Gobierno de Iván Duque
En 2018 fue nombrado ministro de Relaciones Exteriores, cargo que ejerció hasta el 12 de noviembre de 2019 cuando fue nombrado como ministro de Defensa, tras la renuncia de Guillermo Botero. En el cargo manifestó su posición a favor de las aspersiones aéreas con glifosato para erradicación de cultivos de coca, argumentando que éstas además tendrían un "resultado positivo en el asunto de los homicidios colectivos".
En diciembre del 2020 fue condenado a tres días de arresto domiciliario a causa de una sentencia que incumplió en agosto del año anterior . Dos salarios mínimos fueron agregados a la condena. El fallo lo promulgó el juzgado promiscuo del circuito de Chinchiná.

### Fallecimiento
Tuvo un diagnóstico positivo de COVID-19 el 12 de enero de 2021, por lo que fue hospitalizado en Barranquilla y posteriormente trasladado al Hospital Militar Central, en Bogotá. Fue internado en la Unidad de Cuidados Intensivos el 18 de enero y murió a la 1:53 a. m. del martes 26 de enero de 2021 por una neumonía derivada de la enfermedad.

## Publicaciones
Autor de las obras: 
- El compromiso.[24]
- El voto programático.[25]
- Al oído de Uribe: Cómo iniciar un nuevo proceso de paz en Colombia (editor).[26]